# Ил Ђардинето (Алесандрија)
Ил Ђардинето је насеље у Италији у округу Алесандрија, региону Пијемонт.
Према процени из 2011. у насељу је живело 120 становника. Насеље се налази на надморској висини од 114 м.